# José de Rivera
José de Rivera (1904-1985) fue un escultor expresionista abstracto estadounidense. Se destacó por sus grandes construcciones y obras metálicas.
Rivera comienza su carrera como artista durante la década de 1930. Se especializa en crear obras de naturaleza modernistas tales como su "Vuelo" (1938) que se encuentra en el Museo de Arte de Newark de Nueva Jersey.
Sus estructuras son estilizadas y simples con superficies de metal pulido, realizó numerosas obras que exploraban las formas asociadas a una cinta de Möebius. Una gran proporción de sus esculturas poseen partes móviles que permiten desarrollar distintas formas y estructuras al desplazarse por el espacio. 
Su producción es muy diversa y abarca desde montajes realizados con placas de aluminio hasta esculturas de acero inoxidable bruñido.